# Personaggi tipici del presepe
I personaggi tipici del presepe sono molti e possono variare da regione a regione.
Essi variano molto a seconda delle varie tradizioni presepistiche in base ai materiali in cui sono realizzati (legno, stoffa, carta), alle tecniche di lavorazione adottate per la loro fabbricazione e alla colorazione (che può anche essere assente nei presepi più semplici).
Possono essere divisi in categorie in base al loro ruolo e lavoro.

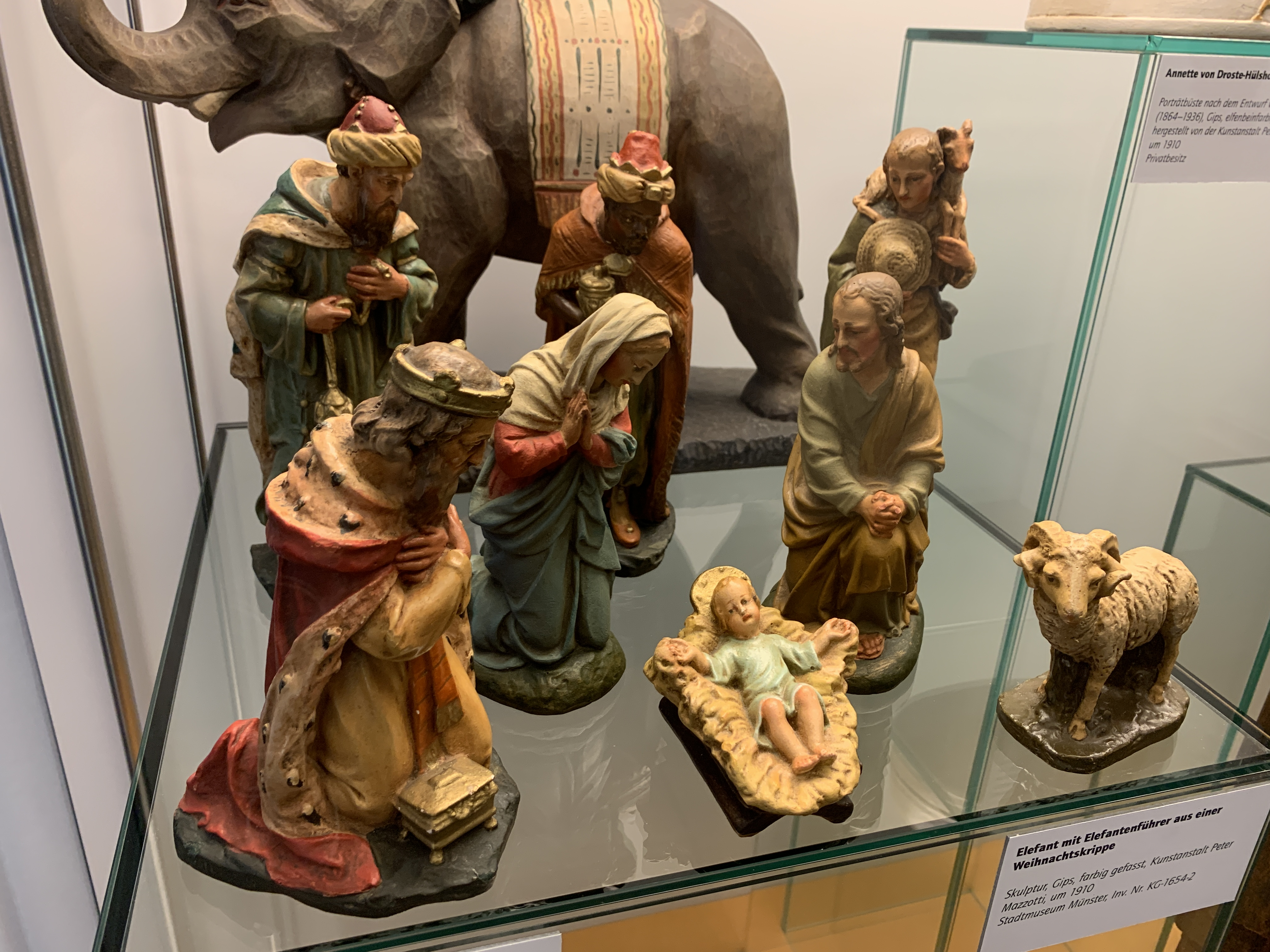
Personaggi tradizionali del presepe.

## Sacra Famiglia
I personaggi della Sacra Famiglia sono l'elemento cardine di tutti i presepi e sono sempre presenti anche in quelli più piccoli e modesti. I tre protagonisti sono Gesù Bambino, posto nella mangiatoia la notte di Natale (anche se in alcune tradizioni viene posto nella mangiatoia solo il 25 dicembre). Accanto a lui si trova Maria, collocata nella capanna (o nella grotta) nei pressi della mangiatoia che ospita il figlio ed è solitamente rappresentata con abiti blu o azzurri. Fino al XIV secolo veniva rappresentata sdraiata accanto al figlio, mentre nei secoli più recenti l'iconografia l'ha sempre figurata in ginocchio o adorante. San Giuseppe è solitamente simile per abbigliamento e fisionomia ai pastori, è situato a lato di Gesù ed è caratterizzato da un bastone con l'impugnatura ricurva, i suoi vestiti sono o gialli o marroni. Inoltre in alcune rappresentazioni Maria viene rappresentata sopra l'asino che attende Giuseppe che sta cercando un alloggio che per via del censimento non è disponibile.

## Angeli
Il termine deriva dal verbo greco "ἀγγέλλω", cioè annunciare, infatti il compito di questi ultimi è di portare notizia a Maria del concepimento del figlio, il quale assumerà il nome di Gesù. Solitamente vengono rappresentati all'interno del Sacro Presepio pochi elementi, mentre viene eventualmente posto al disopra della capanna l'angelo più importante, ovvero Gabriele, il messaggero biblico per antonomasia.

## Re magi

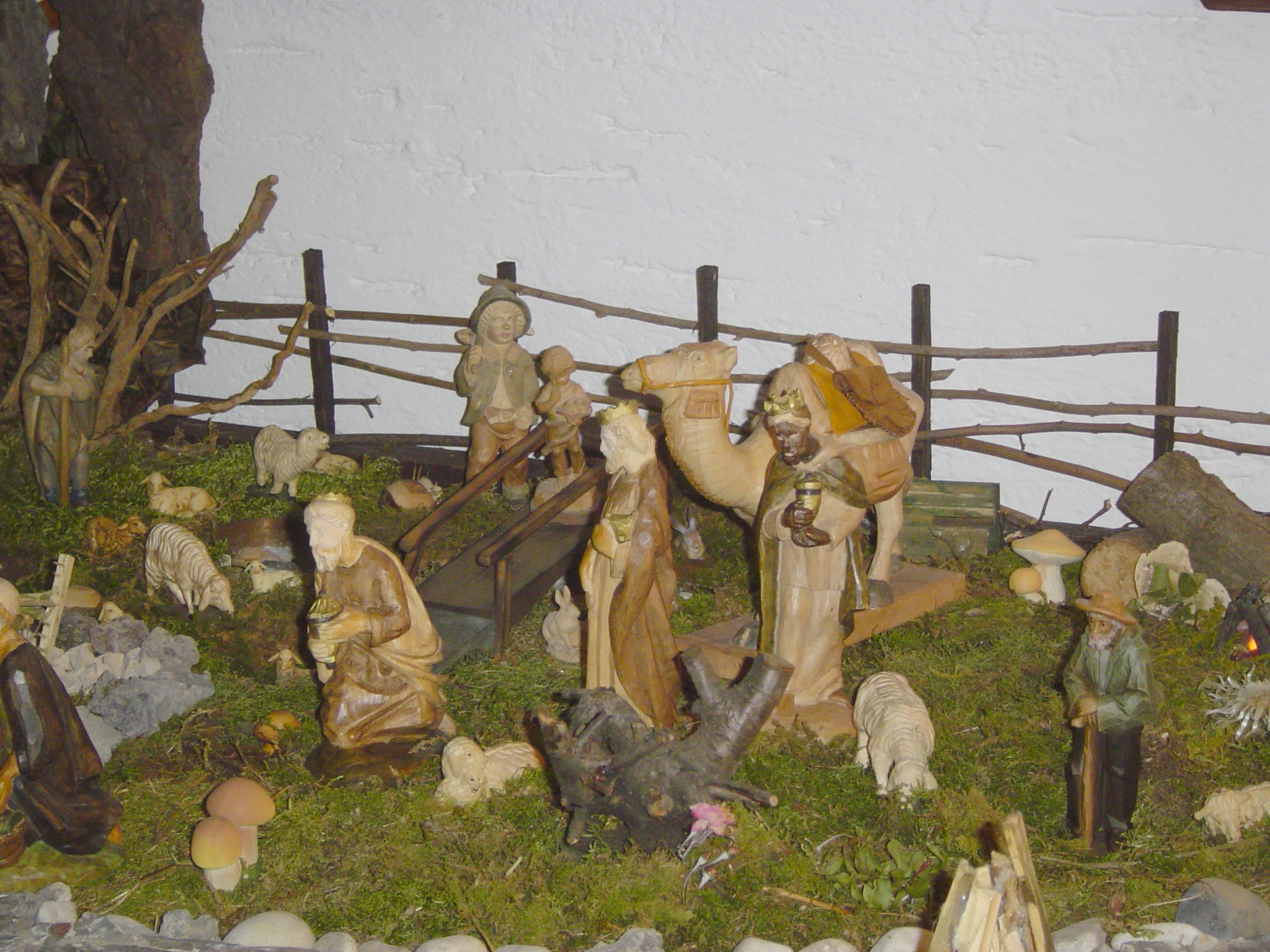
I Re Magi.

Le statuine che rappresentano Gaspare, Melchiorre e Baldassarre sono aggiunte tradizionalmente la notte precedente l'Epifania.
Sono rappresentati con abiti ricchi e reggono i tre doni. Secondo alcune interpretazioni rappresenterebbero i continenti conosciuti all'epoca e quindi sono spesso caratterizzati da differenze di carnagione. Secondo la tradizione, Melchiorre viene rappresentato come anziano, con la barba lunga e recante incenso, a ricordo della divinità di Gesù, e proverrebbe dall'Asia. Gaspare, più giovane, trasporta il simbolo della regalità, ossia l'oro, e rappresenta l'Europa; infine Baldassarre è il mago dell'Africa, naturalmente di colore scuro, recante la mirra, utilizzata per l'imbalsamazione e dunque a ricordo della futura morte di Cristo.

## Pastori

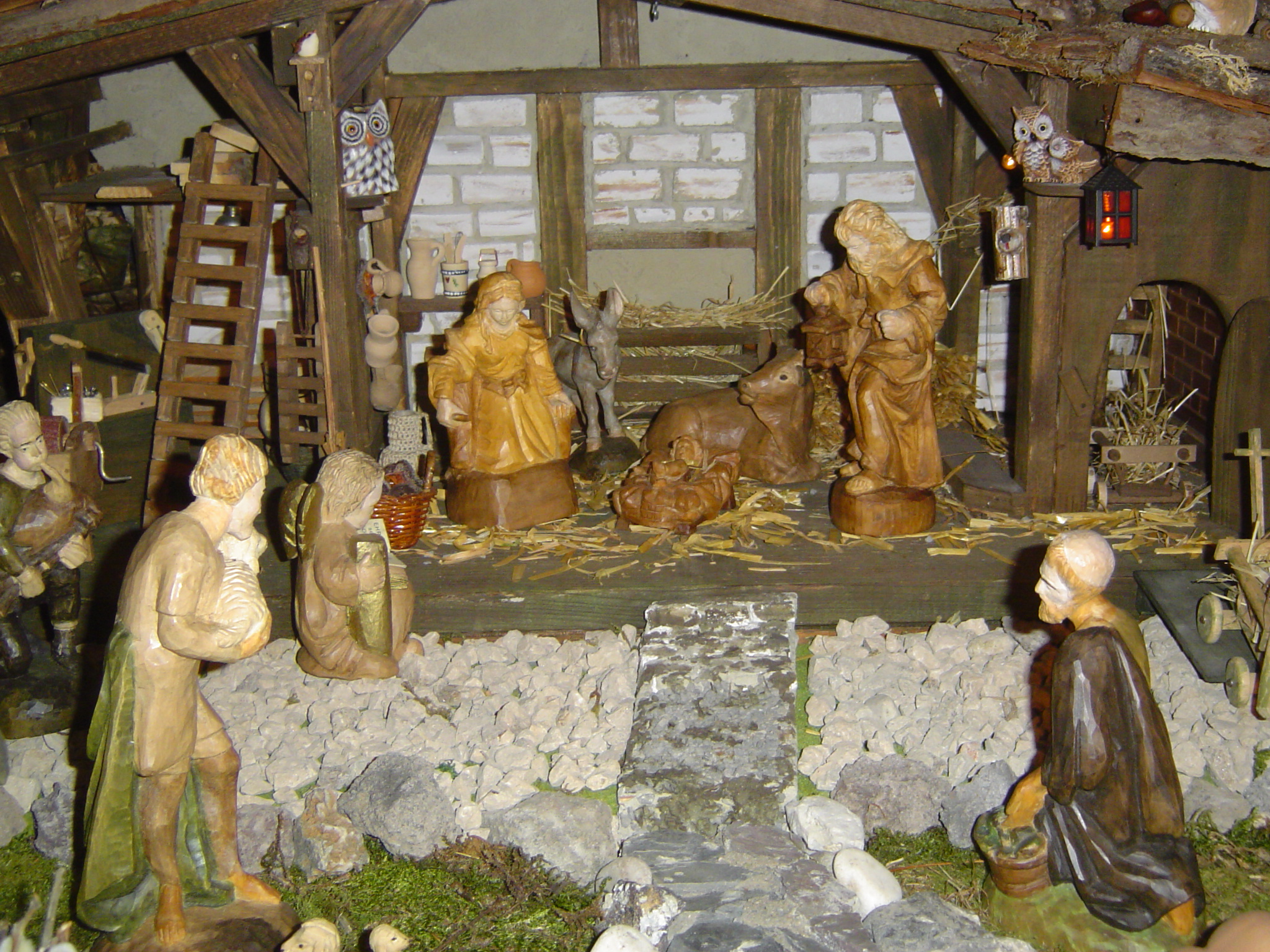
I pastori.

Costituiscono la classe  più povera e sono i primi personaggi ad adorare il Bambino.
Rappresentano un gruppo molto variegato e sono ritratti in diversi momenti della loro giornata (conducono al pascolo le pecore, si ritrovano con la famiglia dopo il lavoro,  preparano doni da regalare a Gesù...). Non c'è limite al loro numero, anche se per rispetto al numero dei Magi sono solitamente in tre. Il numero però può variare da uno o due nelle rappresentazioni più elementari a qualche decina nei presepi più ricchi; vengono solitamente posti davanti alla capanna (o, in alternativa, alla grotta) oppure percorrono i sentieri che conducono al luogo dove è collocata la mangiatoia.

## Artigiani

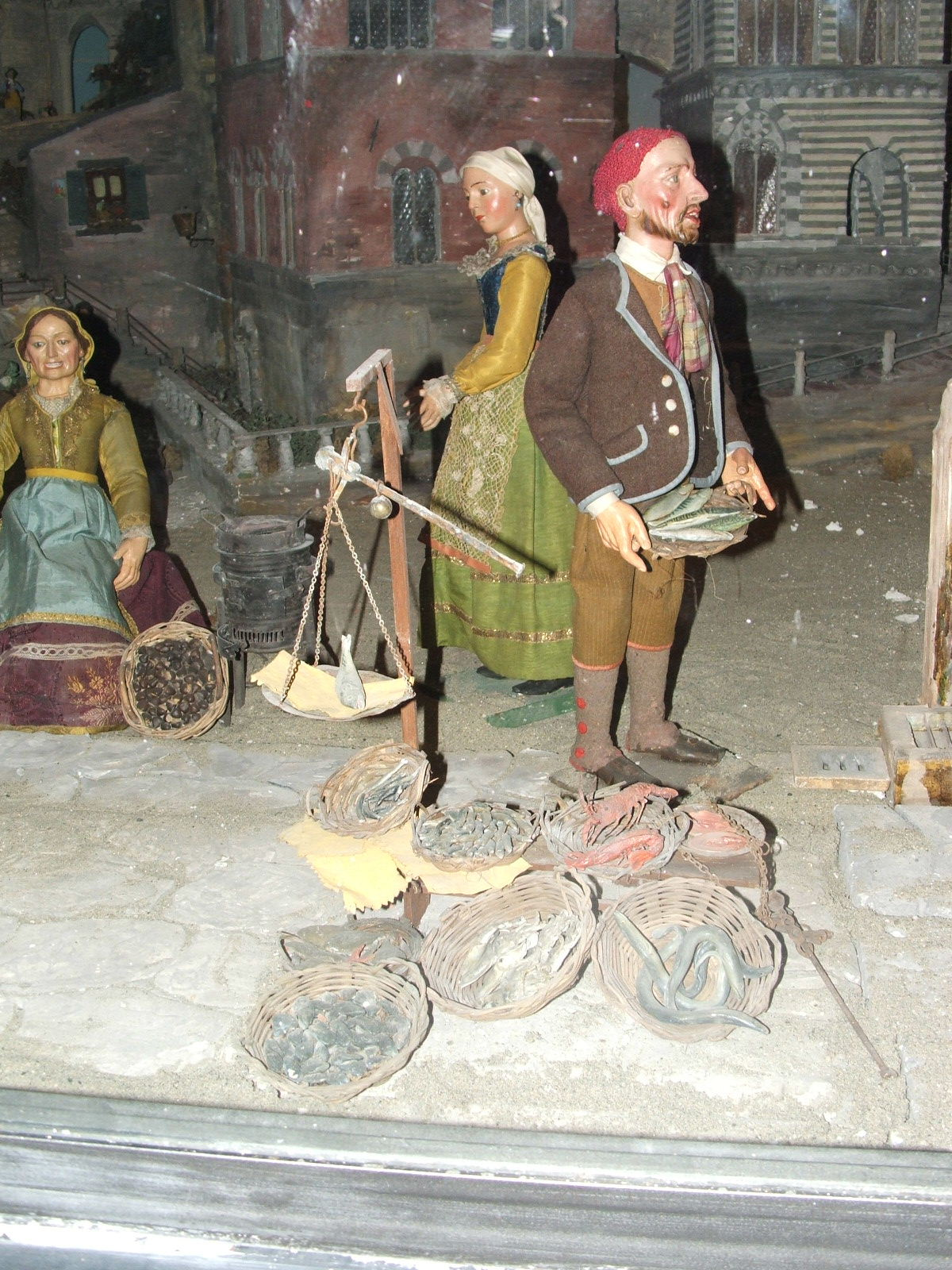
Venditore di pesce.

Rappresentano tutte le professioni praticate in quel tempo e sono probabilmente la categoria più complessa.
I più classici sono i fabbri, le donne incaricate di lavare i panni presso il ruscello diventato, soprattutto negli ultimi anni, un elemento essenziale, gli allevatori intenti a mungere bovini, i muratori...
Non mancano comunque statuine ritraenti personaggi più particolari.
Come per i pastori non esiste limite alla loro quantità, ma nei presepi più semplici possono essere omessi.
Sono rappresentati mentre svolgono le loro attività, ma si riesce a cogliere facilmente dalla posizione e, nel caso di statue grandi e dettagliate, dall'espressione la distrazione provocata dalla notizia.

## Suonatori
Insieme ai pastori sono solitamente collocati di fronte alla capanna e, per festeggiare l'evento suonano zampogne o zufoli (la classificazione di alcuni di questi personaggi è spesso ambigua in quanto le statuine li rappresentano insieme a pecore o con altri elementi tipicamente legati alla pastorizia).
Solitamente indossano abiti marroni, e vogliono indicare la generosità e la felicità.

## Animali
Nel presepio compaiono numerosi animali. L'asino è collocato nella stalla dietro la mangiatoia ospitante Gesù, ed è, secondo alcuni, quello che avrebbe accompagnato Maria e Giuseppe nel loro viaggio. Nonostante il bue sia, come l'asino, citato solo in fonti apocrife, è considerato da tutti un elemento basilare e significa sottomissione. Secondo alcuni avrebbe indicato, con i suoi muggiti, alla Sacra Famiglia l'esistenza della stalla. Entrambi furono considerati l'adempimento di due profezie: "Il bue conosce il proprietario
e l'asino la greppia del padrone" (Is 1,3) e "In mezzo a due animali manifestala", errata traduzione di un verso dell'Antico Testamento che modernamente è tradotto, invece, con "Nel corso degli anni manifestala" (Ab 3,2), dove il verso in greco antico Ἐν μέσῳ δυoĩν ζωῶν γνωσθήσῃ (letteralmente: "Nel mezzo di due vite", ovvero "di due età") fu interpretato come Ἐν μέσῳ δυoĩν ζῴων ("Il mezzo a due animali"). Le pecore: solitamente sono molte e vengono disposte nei pressi dei pastori; nei presepi più elementari il rapporto vede in vantaggio i secondi in quanto essi ne prevedono solo un paio. I cammelli (a volte anche dromedari) vengono spesso aggiunti insieme ai Re Magi e sono solitamente, per le loro grosse dimensioni, prerogativa dei presepi più grandi. Oltre a questi animali principali, spesso i presepi artigianali contengono altri ovini, cavalli, bovini, volatili e animali esotici come scimmie.

## Altri personaggi

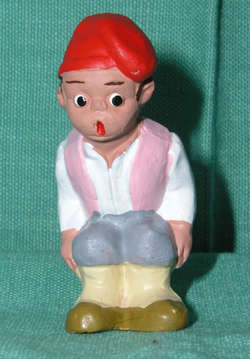
Caganer

Sono talvolta presenti anche dei soldati, solitamente armati e abbigliati nella classica maniera romana, costituiscono la guardia della fortezza di re Erode inserita in un angolo del presepio o ricordano ai personaggi il censimento e la strage di Erode. Ciò viene evidenziato molto, anche se contiene due errori: i soldati dovrebbero essere guardie giudaiche, in quanto quelle romane sono guidate dal governatore imperiale di Roma, non dal re ebraico autoctono della Palestina, ed inoltre è errato mettere il castello nella rappresentazione, poiché sia quello del governatore dell'imperatore che quello del re giudaico si trovano a Gerusalemme, capitale della Palestina romana (Giudea), non a Betlemme. I mendicanti chiedono l'elemosina ai pastori che adorano il Bambino o ad altri personaggi. Non sono comuni a tutti i presepi. Alcune tradizioni prevedono che, mimetizzati tra la folla, si trovino dei demoni (solitamente pastori bassi e caratterizzati da un'enorme bruttezza) rattristati dalla nascita del Bambino.
Alcune tradizioni regionali prevedono anche altre figure caratteristiche:
- Benino[2], pastorello del presepe napoletano che dorme beato in un angolo ignaro di tutto, a volte in compagnia di un cagnolino anche lui accucciato. Corrisponde al bolognese Dormiglione, che però è addormentato su un'amaca. Nel presepe siciliano prende il nome di Susi Pasturi.
- Caganer, statuina tipica catalana che rappresenta una persona intenta a defecare.
- Festoso o giocoso, personaggio presente in Toscana: rappresenta un giovanetto davanti alla capanna che gioisce per la nascita di Gesù diffondendo allegria.
- Gelindo, sconclusionato pastore monferrino tipico del presepe piemontese, nel quale deve rappresentare la statuina più vicina alla Sacra Famiglia. Per tradizione rappresenta il pastore (nonché proprietario del bue) che offrì la propria stalla a Giuseppe e Maria. A volte è accompagnato dalla statuina di sua moglie Alinda, di sua figlia Aurelia o del suo servo Maffeo. Si ritrova in una delle più antiche commedie in lingua piemontese (Gelindo) e nel detto popolare "Gelindo ritorna!" dedicato a chi inizia un'opera senza mai portarla a conclusione. Nel presepe viene rappresentato in abiti tipici monferrini con un lungo mantello e una pecora attorno al collo.
- Meraviglia, figura femminile della tradizione bolognese che, in segno di stupore, agita le braccia.
- Sbaundatu o scantatu ra stidda, personaggio della tradizione siciliana che guarda per primo in lontananza la stella cometa. Nella tradizione calabrese viene nominato  'u mmagatu di stii .
- Zu Innaru ("zio Gennaro" o "zio Gennaio"), personaggio della tradizione siciliana, rappresenta un vecchietto che si riscalda di fronte ad un fuoco acceso e con il quale secondo alcuni riscalda anche il Bambinello.